# Carloniscus dollfusi
Carloniscus dollfusi är en kräftdjursart som först beskrevs av Carl 1908.  Carloniscus dollfusi ingår i släktet Carloniscus och familjen Trichoniscidae. Inga underarter finns listade i Catalogue of Life.